# Constante (cónsul 414)
Flavio Constante (floruit 412-414) fue un general del Imperio Romano de Oriente.

## Biografía
Constante fue magister militum por Thracias en 412. En 414 ocupó el consulado (posiblemente mientras aún era magister militum); asumiendo el cargo en Constantinopla.
Su nombre es una pista de una posible relación con Flavio Constancio, su colega occidental en el consulado y más tarde emperador occidental con el nombre de Constancio III; sin embargo, las fuentes no mencionan ninguna relación entre los dos.